# Красная (Ивановская область)
Кра́сная — деревня в Палехском районе Ивановской области, России. Входит в состав Пановского сельского поселения.

## География
Расположена в северо-восточной части Палехского района в 2,4 км к северу от д. Паново, и автодороги М7 «Волга» Иваново-Нижний-Новгород. Расстояния до Палеха — 16,1 км (17,4 км по дорогам). Рядом с деревней — исток реки Чернушка.

## Население
| 1859 | 1905 | 2010 |
| ---- | ---- | ---- |
| 125  | ↗139 | ↘6   |